# Qiaowanlong kangxii
Qiaowanlong kangxii es la única especie conocida del género extinto Qiaowanlong (zh. "Dragón del Puente del Meandro") de dinosaurio saurópodo titanosauriforme, que vivió a principios del período Cretácico, hace aproximadamente 100 millones de años durante el Albiense, en lo que es hoy Asia. Los fósiles pertenecientes a este género fueron encontrados en 2007, en sedimentos pertenecientes al Grupo Xinminpu en el Bajío Yujinzi de Gansu,China, y publicados por Hai-Lu You y Da-Qing Li en 2009. Qiaowanlong es el primer braquiosáurido encontrado en China.

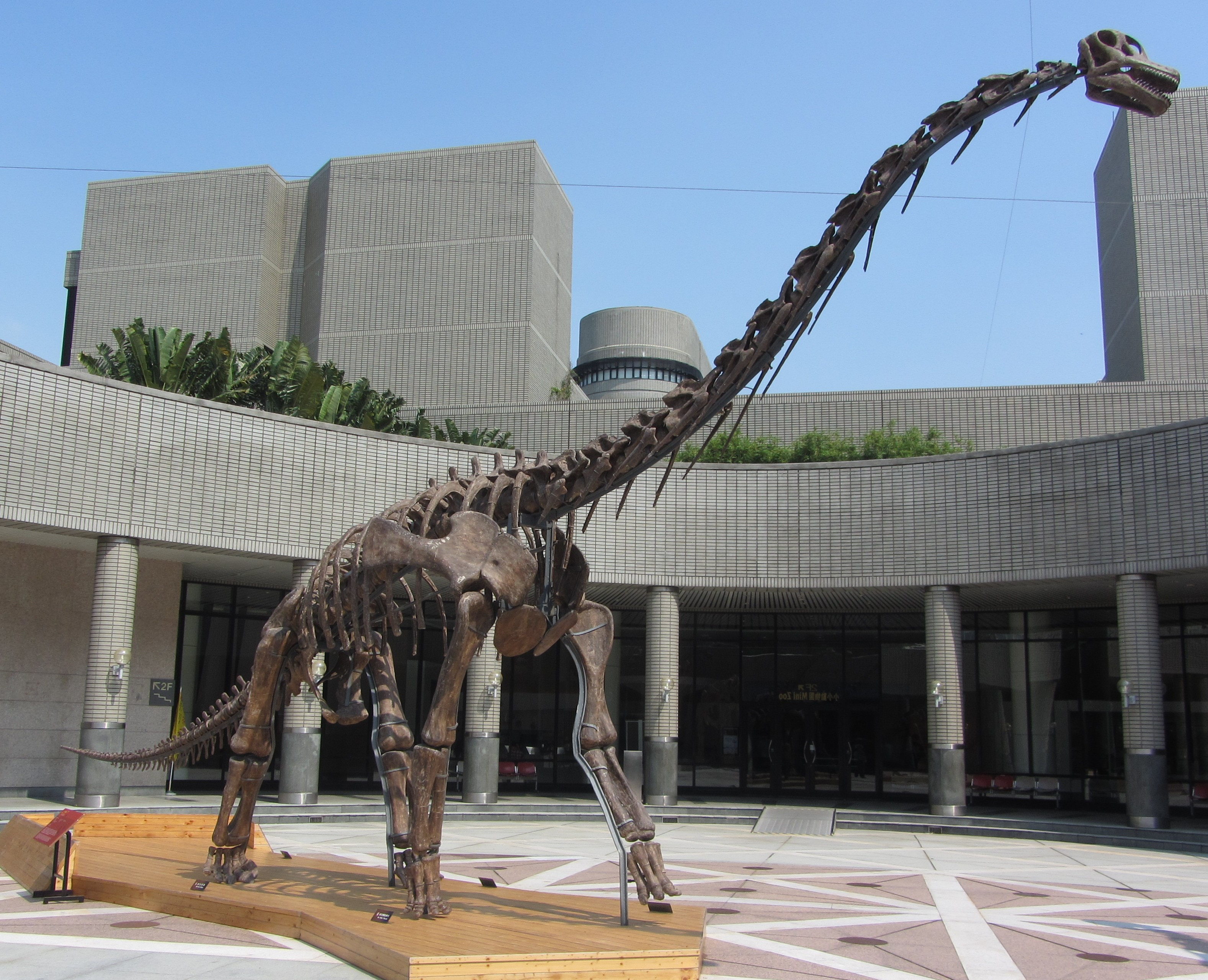
Esqueleto restaurado.

Del único espécimen conocido sólo se han recuperado vértebras cervicales articuladas y una pelvis derecha, así como varios fragmentos de hueso no identificados. Las vértebras se diferencian de las de Brachiosaurus por tener las espinas neurales bífidas como los flagelicaudátidos y Camarasaurus. La pelvis se encontraba articulada y el pubis es casi idéntico al de B. brancai. Se estima que habría llegado a medir 12 metros de largo 3 de alto y pesado cerca de 10 toneladas. Qiaowanlong fue reportado inicialmente como el primer braquiosáurido encontrado en China. Sin embargo, un análisis posterior encontró que estaba más estrechamente relacionado con titanosauriformes como Euhelopus y Erketu.
El nombre del género deriva del chino Qiaowan, qiao "puente" y wan "meandro", el "Puente del meandro", una reliquia cultural próxima al yacimiento y long "dragón" La especie tipo fue denominada  Qiaowanlong kangxii, en honor a un emperador chino de la dinastía Qing.